# Вахрушев Агафон Миколайович
Ва́хрушев Агафон Миколайович (*28 лютого 1908, присілок Вукотлово — †18 квітня 1994) — удмуртський державний діяч, кандидат історичних наук.

## Біографія
Агафон Миколайович народився в присілку Вукотлово Шарканської волості Сарапульського повіту (нині частина села Шаркан Шарканського району Удмуртії). 1922 року вступив до Іжевського педагогічного технікуму, після закінчення якого 1927 року працював учителем початкової школи у присілку Калашур. 1928 року вступив до Ленінградського педагогічного інституту імені Олександра Герцена, там же навчався на аспірантурі. Після закінчення вузу 1933 року повернувся до Удмуртії, де до 1942 року працював викладачем, завідувачем кафедри історії та деканом історичного факультету Удмуртського державного педагогічного інституту.

## Політична діяльність
Вахрушев як політик обіймав такі посади:
- лектор, керівник лекторської групи відділу пропаганди та агітації Удмуртського обласного комітету ВКП(б) (1942—1946)
- міністр просвіти Удмуртської АРСР (1946—1948)
- секретар з пропаганди та агітації Удмуртського обласного комітету ВКП(б) (1948-1952)
- голова Верховної ради Удмуртської АРСР (19 серпня 1952 — 5 квітня 1955)